# Vivi Horn
Louise Viveka "Vivi" Anna Charlotta Horn (född Ankarcrona), född 20 oktober 1877 i Nyköping, död 10 mars 1971 i Stockholm, var en svensk författare.
Vivi Anckarcrona var dotter till överste Carl Ankarcrona. Genom sina släktförbindelser kom hon i kontakt med livet på många av de svenska slotten och herrgårdarna. Efter att ha studerat vi flickskola reste hon till England för språkstudier, och lärde där känna William Locke. Hon var 1900 den första att översätta en av hans romaner, Skeppsbrutna till svenska. 1903 ingick hon äktenskap med militären Christer Michael Horn. Redan som barn började Vivi Ancarcrona författa sagor och teaterpjäser. H.C. Andersens sagor liksom de som berättades av mormodern, Charlotte Gustafva Knös var en viktig inspirationskälla. Mormoderns sagor saknade vanligen sensmoral, liksom de sagor med vilka Vivi Anckarcrona 1912 debuterade som författare med.
Vivi Horn utgav endast en roman under pseudnymen Vera Veronica, Skilsmässa. Den utspelas i London och är tydligt självbiografiskt influerad. Mest känd är dock Vivi Horn för sitt kultur- och personhistoriska författarskap, främst med utgångspunkt från olika släktdokument.